# Mind Control
«Mind Control» — дебютный студийный альбом шведской поп-группы Mono Mind, выпущенный 12 января 2019 года.
В течение двух с половиной лет с момента выхода первого сингла группы и до 9 января 2019 года участники группы скрывались за персонажами и псевдонимами, не подтверждая и не опровергая предположения поклонников, догадывавшихся о личности исполнителей. За два дня до официального релиза диска крупнейшие шведские СМИ опубликовали официальное подтверждение, что за Mono Mind стоит известный шведский артист Пер Гессле и его коллеги. Настоящий альбом стал, по его собственным словам, подарком на 60-летие для самого музыканта (диск вышел в день рождения Гессле) и для его поклонников.

## История записи
Большая часть материала для альбома была записана в 2016 и 2017 годах. Перед выходом альбома Гессле планировал выпустить 3 сингла. Тот факт, что песня «Save Me A Place» закрепилась в американском чарте MediaBase Dance chart на 6 недель летом 2017 года ещё больше убедила музыканта в необходимости выпуска полноценного студийного альбома. Гессле также рассказывает, что хотел выпустить «классический» альбом, поэтому на диске присутствуют три инструментальные композиции.
Для альбома также не записывались демоверсии песен. Была записана только акустическая версия песни «Couldn’t Believe My Luck», весь остальной материал записывался непосредственно в студии.

## Музыканты
- Dr. Robot — Пер Гессле — вокал, гитара
- Cooky Carter — Хелена Юсефссон — вокал, перкуссия
- Rain Davis — Кларенс Эверман — клавишные
- Bright Jones — Кристофер Лундквист — гитара, бас-гитара, компьютерная обработка

## Форматы записи
- CD
- 2-LP — с двумя дополнительными бонус-треками
- цифровая дистрибуция

Изначально альбом был выпущен в цифровом формате с таким же списком песен, как и на физическом CD, и только на виниловой пластинке были записаны 2 дополнительные песни. 29 марта 2019 года эти бонус-треки были выпущены дополнительно в цифровом виде.

## Список композиций
| №                   | Название                                           | Автор(ы)                                                                  | Публикуется компанией                             | Длительность |
| ------------------- | -------------------------------------------------- | ------------------------------------------------------------------------- | ------------------------------------------------- | ------------ |
| 1.                  | «Away Away Away»                                   | Пер Гессле                                                                | Jimmy Fun Music                                   | 0:52         |
| 2.                  | «In Control»                                       | Пер Гессле                                                                | Jimmy Fun Music                                   | 4:24         |
| 3.                  | «LaLaLove»                                         | Пер Гессле / Пер Гессле, Алекс Шильд                                      | Jimmy Fun Music                                   | 3:24         |
| 4.                  | «Down by the Riverside»                            | Пер Гессле                                                                | Jimmy Fun Music                                   | 3:12         |
| 5.                  | «Best Way to Travel (Bridge & Mountain Remix)»     | Пер Гессле                                                                | Jimmy Fun Music                                   | 3:19         |
| 6.                  | «I Found My Soul At Marvingate (Sofa Tunes Remix)» | Пер Гессле                                                                | Jimmy Fun Music                                   | 3:35         |
| 7.                  | «Tell Him I Said Hi!»                              | Пер Гессле                                                                | Jimmy Fun Music                                   | 4:28         |
| 8.                  | «Message of Love»                                  | Пер Гессле                                                                | Jimmy Fun Music                                   | 3:26         |
| 9.                  | «Sugar Rush»                                       | Пер Гессле / Пер Гессле, Алекс Шильд                                      | Jimmy Fun Music                                   | 3:52         |
| 10.                 | «Stranger on a Bus»                                | Пер Гессле / Андреас Бробергер, Пер Гессле, Ханнес Линдгрен               | Jimmy Fun Music + Sony/ATV Music                  | 3:29         |
| 11.                 | «Mile-Melter»                                      | Пер Гессле                                                                | Jimmy Fun Music                                   | 2:24         |
| 12.                 | «Save Me a Place (Bridge & Mountain Remix)»        | Пер Гессле / Майкл Айнцигер, Пер Гессле, Джек Хисбах, Джиороджио Тюинфорт | Jimmy Fun Music + Piano Songs + What A Publishing | 3:24         |
| 13.                 | «Love Is Loud»                                     | Пер Гессле                                                                | Jimmy Fun Music                                   | 3:19         |
| 14.                 | «Lap Dancing»                                      | Пер Гессле                                                                | Jimmy Fun Music                                   | 0:57         |
| 15.                 | «Couldn’t Believe My Luck»                         | Пер Гессле                                                                | Jimmy Fun Music                                   | 3:44         |
| 16.                 | «The Forever Waltz»                                | Пер Гессле                                                                | Jimmy Fun Music                                   | 2:07         |
| Общая длительность: | Общая длительность:                                | Общая длительность:                                                       | Общая длительность:                               | 49:45        |

| №   | Название                 | Автор(ы)                | Публикуется компанией | Длительность |
| --- | ------------------------ | ----------------------- | --------------------- | ------------ |
| 17. | «Shelter From The Storm» | Хассе Хусс / Пер Гессле | Jimmy Fun Music       | 4:40         |
| 18. | «Have Another Go»        | Пер Гессле              | Jimmy Fun Music       | 2:55         |

## Обзор песен
Информация о четырёх песнях группы («I Found My Soul At Marvingate», «LaLaLove», «Shelter From The Storm» и «Tell Him I Said Hi!») основана на интервью, которое Пер Гессле дал порталу «The Daily Roxette», опубликованному на странице портала в социальной сети Facebook.
- «In Control» была первой песней, написанной специально для проекта Mono Mind в 2013 году[2]. В песне повторяется текст рефрена из сингла «I Found My Soul At Marvingate».
- «LaLaLove» — единственная песня, написанная в 2018 году — весь остальной материал для диска был записан в 2016 и 2017 годах. Соавтором музыки для этой песни стал Алекс Шильд (Alex Shield), шведский музыкант, записывающийся на лейбле Гессле «Space Station 12» и выступавший на разогреве во время его летних гастролей «En vacker kväll» в 2017 году[3]. На песню был снят видеоклип, в котором из всех участников группы снялась только Хелена Юсефссон (видео). На песню также был записан кавер на французском языке «LaLaL’amour», автор французского текста — Мартин Юсефссон, супруг Хелены Юсефссон[4].
- Песня «I Found My Soul At Marvingate (Sofa Tunes Remix)» выпущена на альбоме в виде Sofa Tunes Remix. Оригинальная композиция была выпущена на «I Found My Soul At Marvingate» EP. Песня была написана летом 2013 года под рабочим названием «Mercy». Это первая и, на момент выхода альбома, единственная песня группы, в исполнении которой использовались гитары в стиле «a la power pop». В тексте песни имеются многочисленные отсылки к группе The Rolling Stones: слова «That Jumpin’ Jack had painted it black» являются аллюзией на песни «Jumpin’ Jack Flash» и «Paint It Black».

В марте 2020 года американская газета «USA Today» опубликовала список из 100 лучших песен для поднятия настроения во время карантина при пандемии COVID-19. Песня «I Found My Soul at Marvingate» оказалась на 48 строке с формулировкой «Прикольно. В хорошем смысле.» (англ. Funky. In a good way.).
- Первая версия песни «Tell Him I Said Hi!» называлась «Tell Her I Said Hi!» и Пер Гессле пел её полностью. Позже он захотел изменить композицию, изменил немного текст и добавил вокал Хелены Юсефссон.
- Песня «Sugar Rush» была выпущена в 2016 году и стала первой песней, которую когда-либо выпустила группа Mono Mind. Автором музыки этой композиции, также как и «LaLaLove» стал Алекс Шильд, который неоднократно сотрудничал с Пером Гессле.
- «Couldn’t Believe My Luck» была изначально написана для Roxette, но группа не записала эту песню и в итоге Гессле решил использовать её в проекте Mono Mind[2].
- «Save Me A Place» — соавторами музыки к этой песне стали Jack Hisbach, Джиороджио Тюинфорт[англ.] и Michael Einziger[3]. Тюинфорт также является соавтором (вместе с Пером Гессле) песни «You Hurt The One You Love The Most» с дебютного альбома PG Roxette «Pop-up Dynamo!» (2022).
- «Shelter From The Storm» — одна из двух бонусных песен, выпущенных только на виниловой пластинке. Песня была написана в 1982 году для первого альбома Гессле «Per Gessle», но на альбом она не попала. Изначально песня называлась «Segla på ett moln» (Плыть на облаке). Вместо самого Гессле песню записала гётеборгская певица Анне-Ли Риде[англ.]: оба музыканта записывались на одном и том же лейбле, EMI. Песня в исполнении Риде стала большим хитом в Швеции, она и сегодня иногда исполняет её на своих концертах. Уже в начале 1980-х Гессле пытался переписывать свои песни, ставшие популярными в Швеции с тем, чтобы добиться успеха на мировой арене. Так, текст «Segla på ett moln» перевёл на английский язык приятель музыканта, DJ и поэт Hasse Huss. Хусс известен в частности тем, что написал много песен для шведского исполнителя Микаэля Рикфорса (вместе они написали композицию «Yeah Yeah», которая вошла на альбом Синди Лопер «She’s So Unusual»). Переведённый на английский текст заинтересовал Дайану Росс в 1984 году, которая хотела записать эту песню и Гессле прождал почти полгода, но в итоге так ничего и не случилось. В 2017 году Гессле обнаружил перевод песни, выполненный Хуссом и посчитал, что песня заслуживает того, чтобы быть записанной. При участии Андреаса Бробергера (Andreas Broberger), с которым Гессле сотрудничал ещё при записи альбома Roxette «Good Karma» (2016), в качестве продюсера эта песня увидела свет на настоящем альбоме.
- «Have Another Go» — вышла в качестве бонус-трека. Эта песня была изначально написана для сольного альбома Гессле «Party Crasher» (2008) под названием «Wrecking Ball», но не попала на оригинальный альбом. В 2019 году Гессле выпустил её на данном альбоме под именем Mono Mind. На свой день рождения 12 января 2023 года музыкант выпустил песню в качестве «цифрового дополнения» к альбоме «Party Crasher» под её оригинальным названием — сегодня она доступна в формате цифровой дистрибуции.

## Пер Гессле о песнях на альбоме
После того, как стало известно, что за персонажами Mono Mind стоит Пер Гессле, он стал подписывать публикации на официальной странице группы в социальной сети «Facebook», а также публиковать некоторую информацию об истории написания и записи песен. В данном разделе представлена информация по данным постов музыканта на официальной странице Mono Mind в сети «Facebook»:
2) «In Control» (запись сделана 27 декабря 2019 года):

Это была первая песня, которая когда-либо была записана для проекта Mono Mind. Во время записи названия группы «Mono Mind» ещё не существовало — тогда проект назывался «Honesty Jam», поскольку Гессле хотел «следовать своим чувствам и инстинктам», а также смешивать идеи и сотрудничать с разными музыкантами. Принципиально Гессле, по его собственному заверению, хотел только лишь повеселиться и поиграть/поэкспериментировать с собственным голосом и посмотреть, что из этого получится. Немного нестандартно, как, например, было в проекте «Son of a Plumber» (2005), но, конечно, в совершенно другом музыкальном стиле.
Текст песни бы написан в 2013 году. Музыку Гессле написал на акустической гитаре, как и большое количество других своих песен. Строчка из песни «just leave it neat and tidy, no fake, no confusion, no cracks, no beginning, no end» была в одно время рабочим названием всего альбома, так как она использовалась сразу в нескольких песнях. Гессле позже редактировал тексты и в итоге, она осталась только в двух — «In Control» и «Marvingate».
7) «Tell Him I Said Hi!» (запись сделана 1 января 2020 года):

Впервые эта песня была записана исключительно с вокалом Dr. Robot (Пера Гессле) и называлась «Tell Her I Said Hi!». Самому Гессле очень понравилось, как звучал его голос на первой записи — эта песня стала его любимой на альбоме наряду с «Marvingate» и «Down By The Riverside». Однако позже, когда были записаны и остальные песни для диска, Гессле решил, что ему «необходимо немного больше плоти и крови» в том, что касалось вокала. Тогда песня была записана ещё раз, но уже с вокалом Cookie (Хелены Юсефссон) в припевах. Эта версия понравилась музыканту больше, а особенно «гипнотические проигрыши Кларенса на клавишных» в середине песни.
15) «Couldn’t Believe My Luck» (запись сделана 14 февраля 2020 года):

Пер Гессле написал эту песню сразу после того, как была закончена работа над альбомом Roxette «Charm School». Гессле хотел, чтобы Мари Фредрикссон исполнила её на следующем альбоме группы. В версии песни, записанной для Mono Mind, Кларенс Эверман, клавишник, использовал тот же звуковой сэмпл, что в песне Roxette «The Voice» (эта композиция была выпущена как b-side к синглу «Dressed For Success».)
17) «Shelter From The Storm» (запись сделана 28 декабря 2019 года):

Пер Гессле написал эту песню на шведском языке в 1982 году для своего дебютного сольного альбома, однако ни на самом альбоме, ни на каком-либо сингле или сборнике позже она так и не вышла. Оригинальное название песни — «Segla på ett moln» (Плыть на облаке). Гессле отдал песню шведской певице Анне-Ли Ридэ. По его словам, это гётеборгская певица очень талантлива. Ридэ в то время была также подписана на лейбл EMI Records, как и сам Гессле. Она записала эту песню и выпустила сингл. Ридэ до сих пор исполняет её и за все годы эта песня стала достаточно популярной в Швеции.
Уже в начале 1980-х Гессле пытался переписать свои шведскоязычные хиты на английский, чтобы выпустить их в других странах. «Segla på ett moln» таким образом была переведена другом музыканта, диджеем и поэтом Хассе Хуссом (Hasse Huss). Хусс известен кроме прочего тем, что написал много песен для шведского певца Микаэля Рикфорса. Вместе они, например, написали хит «Yeah Yeah», который вошёл на альбом Синди Лопер «She’s So Unusual».
Дайана Росс высказала интерес и захотела записать «Shelter From The Storm» в 1984 году. Гессле держал песню для неё в течение полугода, но Росс её тоже не записала.
В 2017 году Гессле нашёл перевод Хусса и решил попробовать записать песню на новом альбоме Mono Mind с условием, что Хелена/Куки исполнит её целиком. Гессле отправил демо Андреасу Бробергеру, он и спродюсировал эту композицию.

## Синглы
1. «Save Me A Place» (14 июля 2017 года)
2. «I Found My Soul At Marvingate (Sofa Tunes Remix)» (12 января 2018 года)
3. «LaLaLove» (29 июня 2018 года)
4. «Down By The Riverside (DJ Antonio Remix)» (5 апреля 2019 года)

## Чарты

### Синглы
- Сингл «Save Me A Place» стал № 1 в США в трёх чартах: Dance Radio, iTunes Electronic и Amazon Electronic Charts[10].
- Сингл «Save Me A Place» провёл 21 неделю во французских чартах, однако не смог подняться выше 59 строчки (7 апреля 2018 года)[11].

### Альбом
- Альбом занял 1 строчку в чарте iTunes (Швеция)[12].
- В испанской iTunes альбом занял 10 строчку в день выхода, однако не следующий день опустился на 58 место[13].

## Отзывы критиков
- Пер Магнуссон, обозреватель шведской газеты «Aftonbladet» ставит альбому оценку 3 из 4. Он описывает стиль музыки как «скорее ретрофутуристический, чем модерн» и отмечает, что «повсюду видны следу истории поп-музыки». Музыка на диске находится где-то между «диско Джорджо Мородера, французского вокодер-попа, сахарного eurodance, неотразимым кавером Джорджа Майкла на New Order „True Faith“ и голландским EDM-попом. Однако, что-то просвечивает сквозь все эффекты — типичные мелодии Пера Гессле, которые можно распознать даже с Луны». Лучшими песнями на диске Магнуссон называет «Tell him I said Hi» и «Stranger on a bus»[14].
- В интервью газете «Expressen» Пер Гессле рассказал, что сингл «Save Me A Place» стал большим хитом в США в 2017 году[15].
- Альбом получил 2 балла из 5 от критика шведской газеты «Dagens Nyheter» Нильса Ханссона[16], равно как и от Яна Андерссона, обозревателя «Göteborgs-Posten»[17].
- Софи Винберг, обозреватель портала «Nöjesguiden» удивляется тому, как Пер Гессле рассказывает о проекте и вымышленных персонажах, участниках группы — «интересно, когда ему кто-нибудь расскажет о группе Gorillaz?», задаётся вопросом критик. По её мнению в альбоме «очень интенсивная танцевальная музыка» (швед. extremt intensiv dance) и его было «абсолютно абсурдно слушать в среду в январе». Винберг описывает пластинку как будто «Ace of Base на сильных клубных наркотиках». Альбом получил отрицательную оценку[18].
- Посвящённый скандинавской музыке портал «We Love Nordic» оценивает альбом на 3/5. Обозреватели описывают музыку как «приятную смесь его [Гессле] способности писать сильные песни в достаточно более сильном электронном звуковом окружении, чем то, что мы слышали раньше» и продолжают: «Это лёгкий альбом, который приятно слушать, хотя нам бы хотелось немного больше глубоких эмоций или звука». Подытоживая, авторы пишут, что им больше нравятся песни Гессле в стиле кантри (вероятно, имея в виду два его последних сольных альбома), а также отмечают, что Хелена Юсефссон — «спаситель с её идеальным пением»[12].
- С группой Gorillaz сравнивают Mono Mind и чешские обозреватели[19].

## События после выхода альбома
Шведская газета «Expressen» публикует отдельную статью, посвящённую 60-летию Пера Гессле. В ней рассказывается, что «поп-икона» празднует свой юбилей в Майами, штат Флорида, США, где совмещает работу по продвижению нового альбома, а также отдыхает с супругой и близкими друзьями. Кроме того, в статье выделяется целый абзац, посвящённый возможному «празднованию» 40-летию группы Gyllene Tider в этом же году. Через месяц было объявлено, что Gyllene Tider действительно отправятся в скандинавский тур, который также станет для группы прощальным.